# 中广蟹守螺
中广蟹守螺（学名：Clypeomorus subbrevicula），是中腹足目蟹守螺科Clypeomorus属的一种。主要分布于印度尼西亚、台湾，常栖息在潮间带。